# Lancia Prisma
Lancia Prisma – samochód osobowy klasy kompaktowej produkowany przez włoską markę Lancia w latach 1983–1989

## Historia i opis modelu

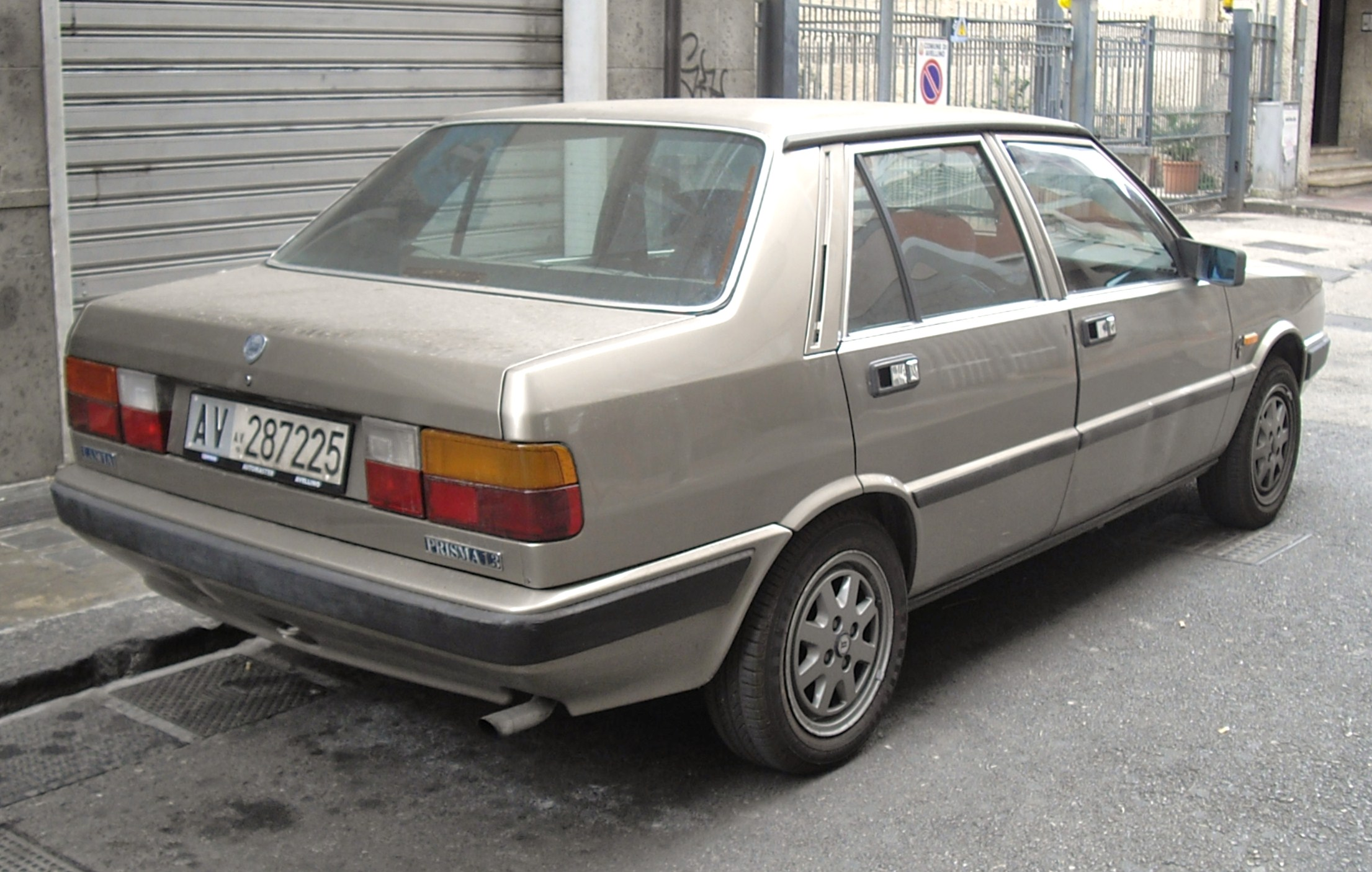
Lancia Prisma - tył

Prisma dzieliła większość elementów z innymi modelami Lanci. Silniki montowane w pojeździe osiągały moc maksymalną od 65 do 115 KM (48-84,5 kW). De facto była to odmiana sedan pierwszej generacji modelu Delta.